# Adam Jakimowicz
Adam Jakimowicz (ur. 10 stycznia 1966 w Wydminach) – architekt, nauczyciel akademicki, rysownik.

## Życiorys
Absolwent Politechniki Białostockiej (1991), doktorat na Politechnice Warszawskiej (2000 r., „Geneza postawy dekonstrukcyjnej w architekturze współczesnej”, promotor: prof. Konrad Kucza-Kuczyński).
Obecnie adiunkt na Wydziale Architektury Politechniki Białostockiej oraz „senior profesor” w Szkole Architektury Sint-Lucas w Brukseli (Luca-Arts, KU Leuven, Belgia).
Został prodziekanem ds. promocji i współpracy Wydziału Architektury Politechniki Białostockiej w kadencji 2016–2020 oraz kadencji 2020-2024.
Obecnie pełni dodatkową funkcję kierownika w Laboratorium AURELA na Wydziale Architektury Politechniki Białostockiej.